# Pferdestraße (Rostock)

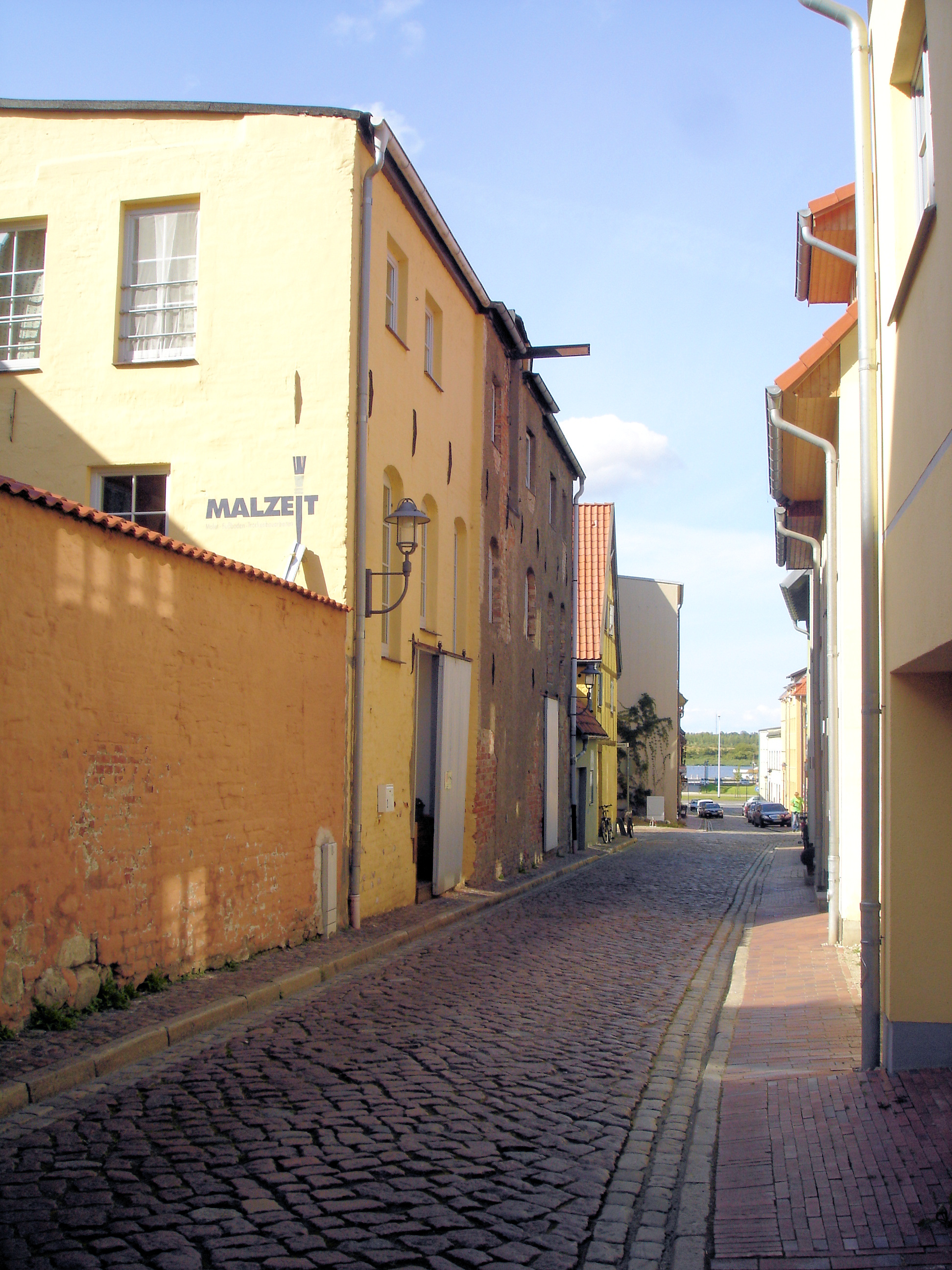
Pferdestraße

Die Rostocker Pferdestraße ist ein Straßenzug im historischen Stadtkern der Hansestadt. Sie ist Teil der einstigen Rostocker Altstadt.
Die Pferdestraße führt von der Kreuzung der Straßen Beim Sankt Katharinenstift / Alte Straße / Amberg im Norden bis zur Kreuzung mit der Hartestraße im Süden.
Die Pferdestraße war eine ausgesprochene Nebenstraße; sie wurde erst 1588 explizit erwähnt. Ihren Namen bezog sie wohl von Hufschmieden in ihrem Südabschnitt. Der Rostocker Stadtbrand von 1677 vernichtete sie vollständig, allerdings überstand die Westseite die Bombenangriffe des Aprils 1942 ohne Schäden.
An der Westseite der heutigen Pferdestraße erinnern teilsanierte Speicher an vergangene Jahrhunderte. In den Jahren 2006/2007 wurde an der östlichen Ecke Hartestraße/Pferdestraße eine letzte größere Brache aus Kriegs- und DDR-Zeiten mit ansprechenden Stadthäusern bebaut.  Alt und Neu stehen seitdem in einem gelungenen Dialog.

Koordinaten: 54° 5′ 27,1″ N, 12° 8′ 43,2″ O